# Cirklen (film)
Cirklen er en dansk kortfilm fra 1996 instrueret af Joakim Quistorff-Refn og Laurits Munch-Petersen efter deres manuskript af Laurits Munch-Petersen og Joakim Quistorff-Refn.

## Handling
I Mexico bager solen ned på de uendelige stræk af landeveje. En vejrbidt europæisk mand ankommer til en støvet landsby. "Er der arbejde til en stærk mand her?" Det er ikke første gang, han stiller dette spørgsmål. Alligevel leder disse ord ham nu ud i en livsfarlig gentagelse af historiens gang. CIRKLEN er fiktion optaget on location.